# Villafuerte (Valladolid)
Villafuerte, manchmal auch Villafuerte de Esgueva, ist ein Ort und eine Gemeinde mit nur noch 86 Einwohnern (Stand: 2024) in der Provinz Valladolid der Region Kastilien-León in Spanien.

## Geographie

### Lage
Der Ort Villafuerte liegt in der Iberischen Meseta am Río Esgueva, etwa 41 Kilometer Fahrtstrecke nordöstlich von Valladolid und rund 26 Kilometer nordwestlich der sehenswerten Kleinstadt Peñafiel in einer Höhe von 785 m.

### Klima
Das Klima im Winter ist kalt, im Sommer dagegen warm bis heiß; der spärliche Regen (ca. 440 mm/Jahr) fällt übers Jahr verteilt.

## Geschichte
Im 8. Jahrhundert wurde das Gebiet von den Mauren erobert, doch bereits im frühen 9. Jahrhundert eroberten asturisch-leonesische Heere die Gebiete nördlich des Duero zurück (reconquista). Ende des 10. Jahrhunderts machte der maurische Heerführer Almansor die christlichen Erfolge vorübergehend wieder zunichte. Im 11. Jahrhundert dehnte das Königreich León sein Herrschaftsgebiet erneut bis zur Duero-Grenze aus; aus dem Jahr 1192 stammt die erste urkundliche Erwähnung des Ortsnamens. Nach vorangegangenen Fehlversuchen vereinigte sich León im Jahr 1230 endgültig mit dem aufstrebenden Königreich Kastilien. Seine Blütezeit erlebte der Ort im ausgehenden Mittelalter und in der frühen Neuzeit unter einer ehemals jüdischen Grundherrenfamilie.

### Bevölkerungsentwicklung
| Jahr      | 1857 | 1900 | 1950 | 2000 | 2017 |
| Einwohner | 544  | 650  | 486  | 154  | 86   |

Der deutliche Bevölkerungsrückgang seit der Mitte des 20. Jahrhunderts ist im Wesentlichen auf die Mechanisierung der Landwirtschaft, den daraus resultierenden Mangel an Arbeitsplätzen und die Abwanderung vieler Familien in die größeren Städte zurückzuführen (Landflucht).

## Wirtschaft
Die Einwohner lebten jahrhundertelang hauptsächlich als Selbstversorger von der Landwirtschaft, zu der auch ein wenig Viehzucht (Schafe, Ziegen, Hühner) und in geringem Umfang auch der Weinbau gehörte. Erwirtschaftete Überschüsse konnten wegen der großen Entfernungen zu den städtischen Märkten nur schwer verkauft werden.

## Sehenswürdigkeiten

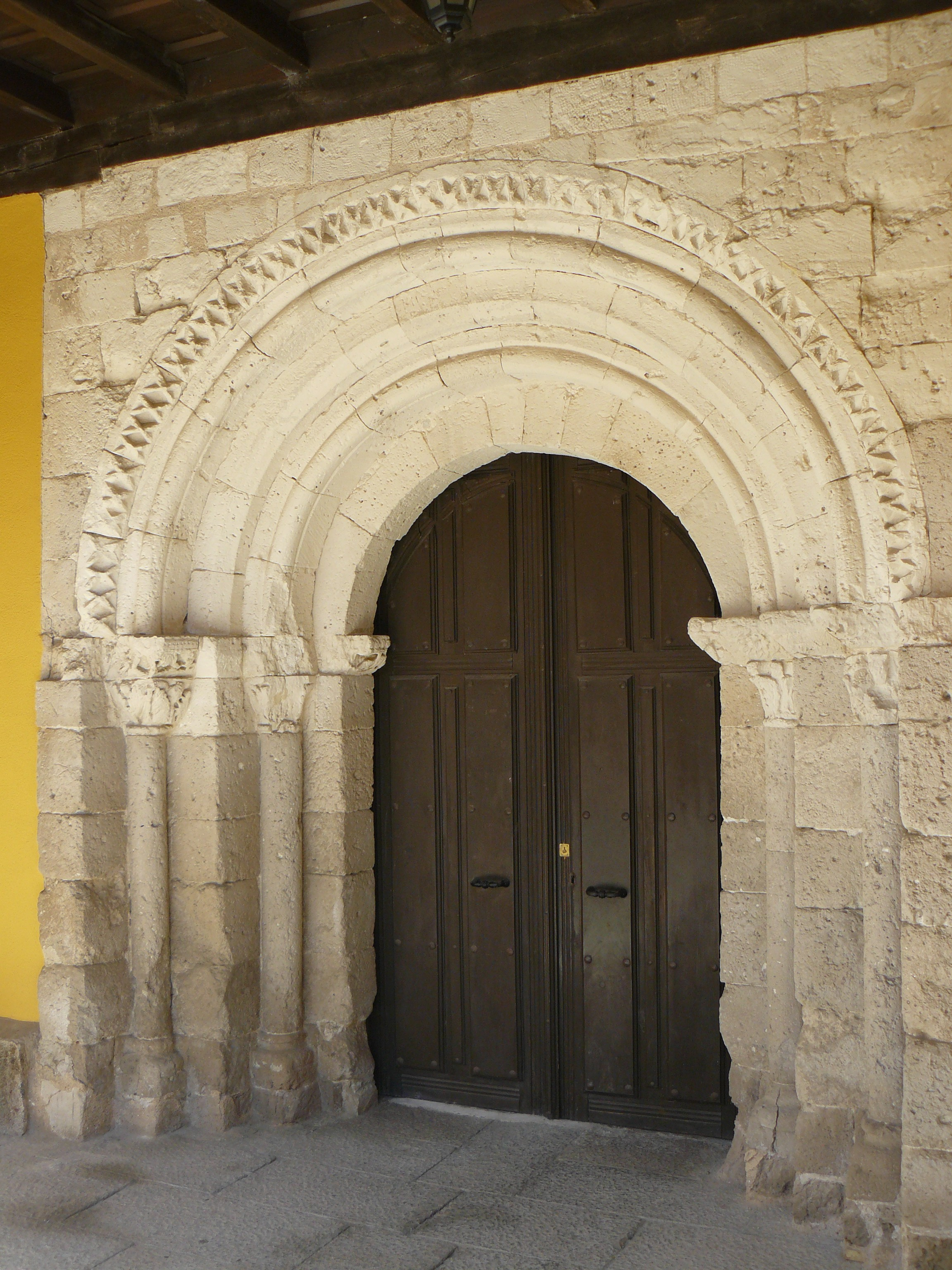
Portal der Iglesia de la Santísima Trinidad

- Das Castillo de Villafuerte entstand in den Jahren 1464 bis 1480 auf Veranlassung von Garci Franco de Toledo, einem konvertierten jüdischen Geschäftsmann aus Valladolid, der hier möglicherweise Schutz vor – in der Zeit häufigen – Pogromen suchte. Am Bergfried (torre del homenaje) befindet sich der steinerne Wappenschild seiner Frau, María de Saravia. Bemerkenswert ist die Tatsache, dass alle Ecken des Bauwerks abgerundet oder von Rundtürmen umgeben sind.[4]
- Die im ausgehenden 12. Jahrhundert erbaute, später jedoch wiederholt überarbeitete Kirche des Ortes Iglesia de la Santísima Trinidad (früher Igles ia de San Miguel Arcángel) wirkt gedrungen und klein. Vom Ursprungsbau sind noch die später verputzte Apsis und das romanische Portal erhalten; die ehemals das Kirchenschiff (nave) bedeckende Artesonado-Decke befindet sich heute im Palacio Pimentel in Valladolid.[5][6]

Umgebung
- Etwa ein Kilometer nordöstlich des Ortes steht die neuerbaute Ermita de la Virgen de Medianedo; das Innere bewahrt eine in der Region verehrte Christusfigur des 16. Jahrhunderts.